# The Culling
The Culling (Brasil: A Casa Maligna ) é um filme de terror sobrenatural sobre uma viagem de carro com cinco adolescentes que encontram uma estranha garotinha misteriosa. É um filme de horror pós-apocalíptico, dirigido e escrito por Rustam Branaman e estrelado por Jeremy Sumpter, Elizabeth DiPrinzio, Brett Davern, Chris Coy, Linsey Godfrey, Virginia Williams, Johnathon Schaech, e Harley Graham.

## Enredo
Filme de terror sobrenatural, conta a história de um grupo de viajantes adolescentes que se confrontam com as forças das trevas numa remota fazenda após encontrarem uma garotinha estranha.

## Elenco
- Jeremy Sumpter como Tyler
- Elizabeth DiPrinzio como Emily
- Brett Davern como Sean
- Chris Coy como Hank
- Linsey Godfrey como Amanda
- Virginia Williams como Val
- Johnathon Schaech como Wayne
- Harley Graham como Lucy

## Produção
As filmagens começaram em 11 de setembro de 2011.